# زيل (منصة مدفوعات)
زيل (بالإنجليزية: Zelle)‏ هي شبكة مدفوعات رقمية مقرها الولايات المتحدة تديرها شركة خدمات مالية خاصة مملوكة للبنوك بنك أمريكا، ترويست، كابيتال ون، جي بي مورغان تشيس، بنك بي إن سي، بنك الولايات المتحدة، وولز فارجو. تتيح خدمة زيل للأفراد تحويل الأموال إلكترونيًا من حساباتهم المصرفية إلى حساب مصرفي لمستخدم مسجل آخر (داخل الولايات المتحدة) باستخدام جهاز محمول أو موقع ويب لمؤسسة مصرفية مشاركة. لا يوجد أي رسوم أو رسوم على الصفقة.